# Sana (fiume)
La Sana è un fiume della Bosnia ed Erzegovina, affluente di destra del fiume Una. È il più lungo dei nove fiumi che attraversano la città di Sanski Most.

## Corso del fiume

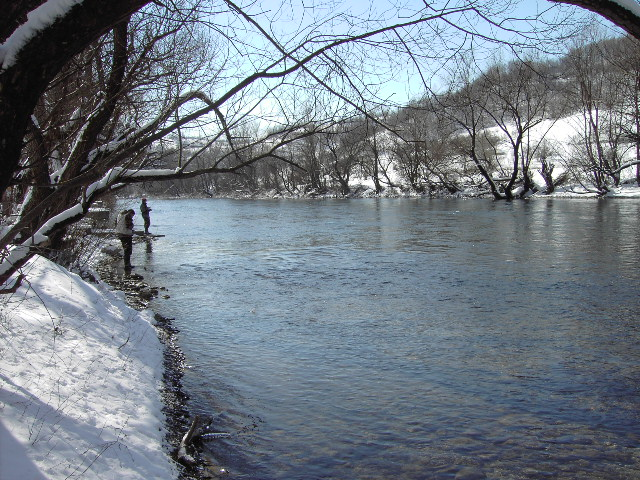
La Sana a Podovi.

Il fiume sorge nella repubblica Serba di Bosnia ed Erzegovina a Donja Pecka, 25 km a ovest di Jajce, ad un'altitudine di 940 m s.l.m. Lungo il suo corso attraversa il cantone dell'Una-Sana nella Federazione di Bosnia ed Erzegovina, per poi sfociare nell'Una a Novi Grad, nuovamente nella repubblica Serba, ad un'altitudine di 139 m s.l.m.
Lungo il suo corso attraversa i comuni della Bosnia ed Erzegovina di Ribnik, Ključ, Sanski Most, Oštra Luka, Prijedor e Novi Grad.
La Sana è conosciuto come uno dei migliori fiumi per la pesca con la mosca della Bosnia ed Erzegovina.
Secondo la leggenda alcuni soldati romani, tormentati da alcune ferite riportate durante una battaglia, guadarono il fiume e le ferite risultarono guarite. Il nome del fiume, Sana, rimanda appunto alle proprietà curative narrate nella leggenda.